# Pterolophia quinquegibbicollis
Pterolophia quinquegibbicollis är en skalbaggsart som beskrevs av Stefan von Breuning 1965. Pterolophia quinquegibbicollis ingår i släktet Pterolophia och familjen långhorningar. Inga underarter finns listade i Catalogue of Life.